# Verwaltungsgemeinschaft Mittelzentrum Artern
La Verwaltungsgemeinschaft Mittelzentrum Artern est une communauté d'administration allemande qui regroupe 10 communes du land de Thuringe, dans l'arrondissement de Kyffhäuser, au centre de l'Allemagne. En 2015, sa population est de 5 634 habitants.

## Source de la traduction
- (de) Cet article est partiellement ou en totalité issu de l’article de Wikipédia en allemand intitulé « Verwaltungsgemeinschaft Mittelzentrum Artern » (voir la liste des auteurs).